# Philippe Vilain
Pour les articles homonymes, voir Vilain.
Philippe Vilain, né le 1er juin 1969 à Évreux, est un écrivain et un enseignant de littérature française à Naples.

## Parcours

### Formation
Né en 1969,, Philippe Vilain soutient une thèse de doctorat en lettres modernes de l’université Sorbonne Nouvelle Paris III le 29 janvier 2001 sur « Le sexe et la mort dans l’œuvre d’Annie Ernaux », sous la direction de Marc Dambre. 
Dans son ouvrage Mauvais élève, Philippe Vilain évoque avec sincérité une période déterminante de sa jeunesse en milieu défavorisé, ses années de formation marquées par un échec scolaire et des épreuves qui le font évoluer du lycée technique à l’université, d’une détestation de la lecture à une passion pour la littérature, et le conduise, jeune homme, à vivre une histoire d’amour avec Annie Ernaux, déjà très connue (elle a 54 ans, il en a 25), avant d’entrer à son tour dans le monde des lettres.

### Activités
Il écrit en septembre 1997 un premier roman publié chez Gallimard, dans la collection l’Infini, de Philippe Sollers, puis multiplie les publications. Il vit à Naples depuis 2018 dans le quartier Santa-Lucia et enseigne la littérature française à l’université de Naples - Frédéric-II. En 2023, il coordonne l'opération Du livre à l'écran, mise en place par la région Grand Est.

### Réception
Son œuvre fait l’objet de l’intérêt de la critique universitaire, de metteurs en scènes et de cinéastes. 
Son œuvre littéraire se présente comme une exploration de la conscience amoureuse: la jalousie (L'Étreinte), la culpabilité de ne pas aimer assez (Le Renoncement), l'engagement (L'Été à Dresde), l'adultère (Paris l'après-midi, La Femme infidèle), la paternité (Faux-père), la timidité (Confession d'un timide), la différence culturelle et sociale (Pas son genre).
Son travail théorique interroge  la littérature contemporaine (Dans le séjour des corps. Essai sur Marguerite Duras) et l'autofiction.
Après La Dernière Année (adapté au théâtre -Proscenium- par Jean-Paul Muel  en 2002, Paris l'après-midi (prix François-Mauriac  2007), Pas son genre, son septième roman (prix Scrivere per amore 2012 en Italie) fait l'objet d'une adaptation cinématographique par le réalisateur Lucas Belvaux en 2014, sous le même titre.
En avril 2013, lors du colloque international « Les intermittences du sujet : écritures de soi et discontinu (1913-2013) », l'université de Haute-Alsace accueille Philippe Vilain pour une journée d’études, qui fait l'objet d'une publication, Philippe Vilain ou la dialectique des genres, sous la direction d'Arnaud Schmitt et de Philippe Weigel, et regroupe les textes de quinze universitaires et chercheurs.
En 2022, Francesco Paolo Alexandre Madonia, professeur à l’université de Palerme, lui consacre une monographie, Philippe Vilain, l’amour en ses discours.
En 2023, la revue universitaire Dalhousie French Studies lui consacre son numéro 124 (hiver 2023), « Philippe Vilain, romancier de la pensée critique ». Ce numéro, coordonné par Francesco P. A. Madonia, regroupe les études de treize universitaires et chercheurs.

## Œuvres

### Romans
- L’Étreinte, Gallimard, 1997
- La Dernière Année, Gallimard, 1999
- Le Renoncement, roman, Gallimard, 2001
- L’Été à Dresde, roman, Gallimard, 2003
- Paris l’après-midi, Grasset, 2006 Prix François-Mauriac de l’Académie française 2007
- Faux-père, Grasset, 2008
- Pas son genre, Grasset, 2011 Prix Scrivere per amore 2012 en Italie[14].
- La Femme infidèle, Grasset, 2013 Prix Jean Freustié 2013[15].
- Une idée de l’enfer, Grasset, 2015
- La Fille à la voiture rouge, Grasset, 2017
- Un matin d'hiver, Grasset, 2019
- La Malédiction de la Madone, Robert Laffont, 2022 Prix Méditerranée 2023.
- Mauvais Élève, Robert Laffont, 2025

### Essais
- Défense de Narcisse, suivi d'un entretien avec Serge Doubrovsky, Grasset, 2005
- Retours à Hugo, photographies de Jean-Luc Chapin, Confluences, 2005
- L'Autofiction en théorie, suivi de deux entretiens avec Philippe Sollers et Philippe Lejeune, La Transparence, 2009
- Confession d'un timide, Grasset, 2009
- Dans le séjour des corps. Essai sur Marguerite Duras, La Transparence, coll. « Essais d'esthétique », 2010
- Dit-il. D'après "L'Été 80" de Marguerite Duras, éditions Cécile Defaut, 2011
- Éloge de l'arrogance, éditions du Rocher, 2011
- « Le paradoxe de l'écrivain », in Philippe Vilain ou la dialectique des genres, Orizons, coll. « Université/Comparaisons », 2015, pp. 235-279
- La Littérature sans idéal, Grasset, 2016
- Je ne sais faire qu'écrire, Stilus, 2017
- La Passion d'Orphée, Grasset, 2020
- Mille couleurs de Naples, Stilus, 2020
- Maradona. éditions Les Pérégrines, coll. « Icones », 2022

### Préfaces
- « Le donjuanisme est un humanisme », préface à Don Juan [1665] de Molière, Hatier, 2009
- « Moderne Pasolini », préface à Tutto Pasolini, Gremese, 2022

### Études en revues universitaires
- « Le sexe et la honte dans les romans d’Annie Ernaux », Roman 20/50 (Université Lille III), n° 24, décembre 1997, p. 149-164
- « Le dialogue transpersonnel dans l’œuvre d’Annie Ernaux », Elseneur (Université de Caen), actes du colloque « L’écriture de soi comme dialogue », 24-25 janvier 1997, n° 14, juin 1998, p. 201-207
- « L’Eté 80 de Marguerite Duras ou la Normandie dépaysée », Littéréalité (Université de Toronto, Canada), vol. XV, Printemps/Eté 2003, n° 1, p. 77-81
- « Stratégies et tentatives de positionnement dans le champ littéraire contemporain », actes du colloque international « Les premiers romans dans le second demi-siècle 1945-2003 », 16 octobre 2003. Presses universitaires de la Sorbonne Nouvelle, 2005, p. 103-110
- « L’épreuve du référentiel », actes du colloque « Genèse et Autofiction », École normale supérieure (ULM), 4 juin 2005. Academia-Bruylant, 2007, p. 185-195
- « Aux douanes du roman et de l’autobiographie : l’autofiction », Assises internationales du roman (Roman et réalité), Lyon, 12 juin 2007. Assises du roman. Paris, Christian Bourgois éditeur, titre 64, 2007, p. 257-266 ; « Autofiction », Lexique nomade. Paris, Christian Bourgois, titre 78, 2008, p. 19-21
- « Propos sur l’autofiction », colloque international « A litteratura de si mesmo », Rio de Janeiro (Brésil), 20 novembre 2007. Extraits de la conférence in Jornal do Brasil, « Do como o romance resistiu a todo tipo de guerrilha téorica », 17 novembre 2007, p. 6
- « Itinéraire de la folie », colloque international « Marguerite Duras », Jewish Theatre, Stockholm, 24 novembre 2007. Traductions en suédois (« Vansinnets vägar », in MD, Världspremiär Hundarna i Prag) et en anglais (« Paths of madness », in MD, World premiere The dogs of Prague) p. 162-169
- « L’autofiction, exception théorique », in L’exception et la France contemporaine. Histoire, imaginaire, littérature. (Actes du colloque international de College Station (Etats-Unis), mars 2007). Paris, Presses universitaires de la Sorbonne-Nouvelle (PSN), 2010, p. 161-168
- « Démon de la définition », Décade « Autofiction », Cerisy-la-Salle, 26 juillet 2008. Lyon, Presses universitaires de Lyon, 2010
- « Pourquoi, depuis Proust, la littérature a-t-elle perdu son temps », La Nouvelle Revue française (NRF), mars 2013, p. 184-194
- « En un mot comme en mille : esthétique de la brièveté », in Le Format court. Récits d’aujourd’hui. Sous la direction de Sabrinelle Bedrane, Claire Colin et Christine Lorre Johnston, coll. « Classiques Garnier », « Colloques de Cerisy-Littérature », n° 8. Paris, Garnier-Flammarion, 2015, p. 335-348
- « Du cœur à l’esprit : intermittent à moi-même », Les intermittences du sujet. Ecritures de soi et discontinu, sous la direction de Sylvie Jouanny et Elisabeth Le Corre, Jean-Yves Guérin et Philippe Weigel, Presses universitaires de Rennes (PUR), 2016, p. 11-21
- « Question de désir », Les enjeux (en-je) de la chair dans l’écriture autofictionnelle, sous la direction d’Isabelle Grell, EME éditions, coll. « Proximités », 2017
- « En moi la littérature », Revue Francofonia, Studi e ricerche sulle letterature di lingua francese, « Ecrire avec les livres. Présences de la littérature française du passé dans les romans et récits contemporains », n° 78, Primavera 2020, pp. 97-107
- « La surproduction littéraire », revue Etvdes, avril 2020, p. 93-103
- « Propos sur La dernière année », actes du colloque « Papa se meurt, maman est morte : quand l’écrivain devient orphelin », Recherches § Travaux, université de Lille 3, n° 97, 2020. 19

### Entretiens
- Avec Annie Ernaux :
  - « Annie Ernaux : une conscience malheureuse de femme », Littéréalité (Université de Toronto), Vol. IX, n° 1, printemps/été 1997, p. 66-71
  - «Annie Ernaux ou l'autobiographie en question », Roman 20/50(Université Lille III), décembre 1997, p. 141-147
- Avec Philippe Sollers :
  - Multiple Sollers », 21 juin 2003 (repris in Philippe Vilain, L'Autofiction en théorie, La Transparence, 2009, p. 79-103)
- Avec Serge Doubrovsky :
  - « L'autofiction selon Doubrovsky », in Défense de Narcisse, Grasset, 2005, p. 169-235
- « Je interdit ? », propos recueillis par Anne Crignon, Le Nouvel Observateur, n° 2101, 16 février 2005
- Voix d'écrivain : Philippe Vilain, propos recueilis par Philippe Heneman, Cahiers de l'Herne (Marguerite Duras), Editions de l'Herne, Paris, 2005, pp. 328-331
- « Philippe Vilain l’immoraliste », propos recueillis par Emmanuelle Desforges, Littéréalité (Université de Toronto), vol. XVIII, n° 2, Automne/Hiver 2006, p. 27-33
- « Entre Egoismo e generosidade », entretien avec Miguel Conde, O Globo, Prosa § Verso (Brésil), 17 novembre 2007
- "Dialogue à deux moi" avec Johan Faerber. Colloque "Masculin, féminin, pluriel ? Autour de Serge Doubrovsky", Orizons, Paris, 2010
- « L’amour, comme pour Stendhal, est ma grande affaire », entretien avec Vincent Roy. Transfuge, avril 2011, p. 20-22
- « L’amore ? E una questione di soldi », entretien avec Gianni Rossi Barilli, Grazia (Italie), n° 10, semaine du 5 mars 2012.
- Entretien avec Philippe Sollers : « Tout le monde est écrivain sauf moi »(2003), in Philippe Sollers. Fugues, Gallimard, 2012
- "Que valent les écrivains contemporains ?, entretien avec Pierre Jourde et Grégoire Leménager, L'Obs, 16 mars 2016
- "Non à l'écriture à la demande !", entretien avec Thierry Clermont, Le Figaro littéraire, 14 avril 2016
- "Plaidoyer pour un nouvel horizon littéraire", entretien avec Geneviève Simon, La Libre Belgique, 26 avril 2016
- "La littérature a troqué son idéal littéraire contre un idéal marchand", entretien avec Johan Faerber, Diacritik, 10 mai 2016
- "On revisite le lien entre Eros et Thanatos", entretien avec Eric Reinhardt et Philippe Vilain, Le Monde des livres, 26 août 2017
- "La scrittura è la mia maledizione : intervista a Philippe Vilain, il romanzier che conosce l'arte di amare", magazine Pangea (Italie), 22 mars 2018
- "Philippe Vilain, il nuovo Alberto Moravia franco-napoletano", par Anna Scialanca, Magazine Informare (Italie), 1er septembre 2018
- "Ecrire dans la langue de l'Autre social", entretien avec Johan Faerber, Diacritik, 6 mai 2019
- "Il y a un consentement des écrivains à la marchandisation", entretien avec Manon Houtart, Le Nouveau Magazine littéraire, mars 2020
- "La littérature d'exofiction est dominée par une vision petite-bourgeoise populiste", entretien avec Johan Faerber, Diacritik, 25 mars 2020
- "Contre la littérature néolibérale", entretien avec Philippe Lacoche, Le Courrier picard, 15 mai 2020
- "Les écrivains sont peu concernés par le sort de la littérature", entretien avec Geneviève Simon, La Libre Belgique, 22 mai 2020
- "La scritura comme contatto". Intervista a Philippe Vilain a cura di Francesco Paolo Alexandre Madonia, Attualità Lacaniana, n° 28, 2020, p. 251-257
- "Vilain racconta Napoli ai francesi : Questa città non è solo Camorra", entretien avec Vincenza Alfano, Corriere del Mezzogiorno, 2021
- "Con Napoli nel cuore", entretien avec Giuliana Gargiulo, Il Roma, 24 janvier 2021